# Hypolimnas pandora
Hypolimnas pandora är en fjärilsart som beskrevs av Wallace 1869. Hypolimnas pandora ingår i släktet Hypolimnas och familjen praktfjärilar. Inga underarter finns listade i Catalogue of Life.